# Kékedy László
Kékedy László (Máramarossziget, 1920. november 28. – Kolozsvár, 2004. március 24.) romániai magyar kémikus, a Magyar Tudományos Akadémia külső tagja, a Román Akadémia levelező tagja, Kékedy Erzsébet férje.

## Életútja
Elemi iskoláit (a vasútnál dolgozó édesapja sorozatos áthelyezései miatt) Aranyosgyéresen, Aknaszlatinán, Ditróban és Dicsőszentmártonban végezte. A középiskolai tanulmányait a nagyenyedi református kollégiumban folytatta és itt is érettségizett 1938-ban. A kolozsvári egyetem Matematika és Természettudományi Karának Kémia szakán szerzett diplomát 1942-ben és még ebben az évben gyakornoki állást kapott az egyetem Szervetlen és Analitikai Kémia Tanszékén.
1944-ben szerzett vegyészdoktori címet „A duzzadás meghatározása a Poiseuille-formula alapján” című disszertációjával. 1945-ben tanársegéd, 1951-ben egyetemi előadótanár lett. 1953-ban tanszékvezetővé, 1956-ban pedig a Kémia Kar dékánjává nevezték ki, amely tisztséget a Bolyai Egyetemnek a megszüntetéséig töltötte be. 1961 és 1966 között az egyesített Babeș–Bolyai Tudományegyetemen látta el a Kémiai Kar dékáni feladatát. 1966-ban egy hónapos tanulmányúton vett részt a Szovjetunióban. 1971-ben egyetemi professzorrá nevezték ki. 1974-ben három hónapig a Német Szövetségi Köztársaságban volt DAAD-ösztöndíjas.
1986-ban nyugdíjba vonult, 1987-ben konzultáns professzori címet kapott. A rendszerváltás után egyike volt az újjászületett Erdélyi Múzeum-Egyesület alapítóinak, ahol Természettudományi és Matematikai Szakosztály elnöki tisztségét is betöltötte. Maradandó munkája a Múzeumi Füzetek szerkesztése. 1998-ban a Magyar Tudományos Akadémia külső tagjává választotta.
Családja: felesége Kékedy Erzsébet, fia Kékedy-Nagy László.

## Tudományos munkássága
Kezdetben a bórsavnyomok fotometriás meghatározásával foglalkozott, majd polarográfiás vizsgálatokkal és termoanalitikai módszerekkel, egyenáramú konduktometriával, biamperometriával, coulometriával. Tanulmányozta a bizmut, tórium és cirkónium galeinnel történő fotometriás meghatározását, a galeinnek komplexometriás indikátorként való alkalmazását, kutatta a xantogenátok újabb alkalmazási lehetőségeit, a nikkel gravimetriás, a bizmut, ólom és tórium komplexometriás, illetve a xantogenátok merkurimetriás és komplexometriás meghatározását. Munkatársaival együtt elvégezte a galein disszociációs állandóinak spektrofotometriás meghatározását.
1964-ben a kronopotenciometria segítségével vizsgálta az előkezelt platina, illetve a grafitelektródok felületét. Kutatásai során egy új módszert, a zérus áram melletti bipotenciometriás titrálások végpontjelzését vezette be. Az 1970-es években az elektrokémiai szenzorokkal és az analitikai adatok korszerű feldolgozási módszereivel foglalkozott.
Kísérleteket végzett és megoldásokat talált a régi kéziratok és nyomtatványok állagmegóvását illetően.
Közel száz tudományos közleménye jelent meg az Acta Chemica Academiae Scientiarum Hungaricae, Analysis (Párizs), Buletin Științific al Academiei R. P. R. (Bukarest), Die Pharmazie (Berlin), Monatshefte für Chemie (Bécs), Zeitschrift für Analitische Chemie (Wiesbaden), Journal of Physical and Colloid Chemistry, Revista de Chimie, Revue Roumaine de Chemie, Studii și Cercetări Științifice, Talanta (London), Surface Technology (London) című szaklapokban. Tagja volt a Rev. Anal. Chem. (Tel-Aviv), Studia „Babeș-Bolyai Universitatis”, Series Chimia (Kolozsvár) és a Magyar Kémiai Folyóirat (Budapest) szerkesztőbizottságának.

## Kötetei
- Bevezetés a kémiai analízisbe. Mennyiségi analízis (egyetemi jegyzet), Bolyai Tudományegyetem, Kolozsvár, 1953
- Bevezetés a kémiai analízisbe. Minőségi analízis (egyetemi jegyzet), Bolyai Tudományegyetem, Kolozsvár, 1954
- Mennyiségi analitikai kémia (egyetemi jegyzet), Babeș-Bolyai Tudományegyetem, 1963
- Caiet de lucrări practice de chimie analitică calitativă (egyetemi jegyzet, Muzsnay Csabával), Babeș-Bolyai Tudományegyetem, Kolozsvár, 1970
- Analiza fizico-chimică, Didaktikai és Pedagógiai Kiadó, Bukarest, 1969
- Magyar helyesírási szótár (Kriterion, 1978) kémiai szóanyaga
- Fejezetek a korszerű analitikai kémiából, Dacia Könyvkiadó, Kolozsvár, 1979
- Chimie analitică calitativă, Scrisul Românesc Kiadó, Craiova, 1982
- Gázszenzorok. A kémia újabb eredményei, Akadémiai Kiadó, Budapest, 1983, ISBN 9630532026
- Térfogatos analitikai kémia. Titrimetria; Dacia, Kolozsvár-Napoca, 1986
- Műszeres analitikai kémia. Válogatott fejezetek, 1-2.; Kolozsvár, 1995